# Радивоевич, Властимир
Властимир Радивоевич (серб. Властимир Радивојевић; 1888, Стубленица — 3 декабря 1944, Бингула) — сербский военный, участник обеих Балканских и обеих мировых войн, кавалер Золотого ордена Звезды Карагеоргия с мечами, британской медали за храбрости и российского ордена Святой Анны IV степени с надписью «За храбрость».

## Биография
Родился в деревне Стубленица (недалеко от Уба) в 1888 году в семье крестьян Любомира и Росы Радивоевичей. Занимался сельским хозяйством. Был призван на воинскую службу и участвовал в обеих Балканских войнах. В годы Первой мировой войны в звании капрала резерва пехоты, участвовал в Первой мировой войне и отличился в битвах при Цере и Колубаре.
Военную славу Властимиру принёс следующий случай: во время разведки он услышал человеческие шаги, после чего спрятался в роще рядом с дорогой. Шагавшими оказались болгарские солдаты, и тут же Властимир вышел навстречу им с винтовкой наперевес, приказав сложить оружие. Перепуганные болгары решили, что их окружил целый отряд сербских солдат, в котором и пребывал Радивоевич, и немедленно сложили оружие. В плен к сербам попало сразу 12 болгарских солдат, которых Властимир и отвёл к сербам. За проявленную отвагу в 1914 и 1915 годах (в том числе и за разоружение двенадцати болгар) он был награждён Золотым военным орденом Звезды Карагеоргия с мечами (указ 11102 от 15 июля 1915, распоряжение 104/46 от 15 июля 1927).
В октябре 1915 года сербская армия отступила в Черногорию под натиском австро-венгерских и болгарских войск. Некоторые из солдат продолжали сражаться, несмотря на приказ отступать. В одном из таких сражений в плен к австро-венграм попал и Властимир, освободившись только после войны. Также он был награждён Британской медалью за храбрость и российским орденом Святой Анны IV степени с надписью «За храбрость».
После Первой мировой войны Властимир женился на Милойке Чанич из деревни Врела. В семье родились двое сыновей и две дочери.
Во Второй мировой войне Властимир вступил в ряды Югославских войск на родине и получил псевдоним «Анич», оказывая посильную помощь четникам. Вместе с тем его сыновья ушли в партизанское движение. Властимир, узнав о гибели своего сына Живко, военнослужащего 8-й черногорской бригады на Сремском фронте, решился найти его останки любой ценой и похоронить с воинскими почестями.
3 декабря 1944 в деревне Бингула около Фрушки-горы Властимир, разыскивая тело Живко, подорвался на мине и погиб.